# 대서양 연방
대서양 연방(일본어: 大西洋連邦)은 TV 애니메이션 《기동전사 건담 SEED》 및 《기동전사 건담 SEED DESTINY》에 등장하는 가공의 국가이다.

## 개요
미국, 캐나다, 멕시코, 영국, 아일랜드, 아이슬란드, 그린란드 등으로 구성된 연방 국가이며, 수도는 워싱턴 D.C.이다.
서력 말기에 일어난 재구축 전쟁(제3차 세계 대전)으로 인해 탄생한 국가 중 하나이다. 선거에 의해 선출된 대통령을 수반으로 하는 공화제를 취하고 있다. 대통령 관저 및 집무실은 백악관으로 되어 있다.
플랜트 건설 계획 시에는 출자를 각국에 호소하여 이사국의 리더가 되었다. 동아시아 공화국 및 유라시아 연방과 함께 지구연합의 중심 국가이며, 군사적인 면 외에도 강한 발언권을 가지고 있다. 반 코디네이터 성향이 강한 블루 코스모스의 구성원들을 많이 두고 있다.
C.E. 71년 5월에 일어난 알래스카 방어전에서 유라시아 연방의 주 전력이 큰 타격을 입었기 때문에 연합 내에서 발언권이 더 강화되었다. C.E. 71년에는 뉴트론 재머 캔슬러를 입수함으로써 핵무장도 가능해지고, 이를 독점함으로써 다른 가맹국들에 대해 큰 우위를 차지하였다.
이렇게 하여 C.E. 73년에는 지구연합 내에서 대서양 연방에 의한 강한 지배 체제를 구축했지만, 내추럴과 코디네이터 간의 제2차 대전이 발발하면서 징병과 활동의 제한이 이루어지자 유라시아 연방 등의 지역에서는 대서양 연방에 대한 민중들의 불만이 커지기 시작했다.
또한 패트릭 자라는 지구 상에서 유전자 조작에 의한 코디네이터의 탄생이 국제법으로 금지된 후에 대서양 연방에서 극비리에 태어난 코디네이터이다.

## 같이 보기
- 기동전사 건담 SEED